# رایناو (بادن)
شهر رایناو (به آلمانی: Rheinau) در ایالت بادن-وورتمبرگ در کشور آلمان واقع شده‌است.